# لورنزا ویگارانی
لورنزا ویگارانی (به انگلیسی: Lorenza Vigarani) (زادهٔ ۱۰ دسامبر ۱۹۶۹) شناگر اهل ایتالیا است که از سال ۱۹۸۶ در سه بازی المپیک تابستانی متوالی، کشور خود را در سه بازی نشان داده است.